# Blake Ellis (quần vợt)
Blake Ellis (sinh ngày 6 tháng 1 năm 2018) là một vận động viên quần vợt người Úc.
Ellis có thư hạng đánh đơn ATP là vị trí số 488 vào ngày 9 tháng 4 năm 2018. Ellis đã từng vô địch nội dung đôi nam trẻ Úc Mở rộng 2016 với Alex de Minaur.

## Sự nghiệp

### 2018
Blake Ellis lần đầu vào bán kết ở ATP Challenger Kyoto Japan với John Millman (AUS), đánh bại hạt giống số 3 và 5 của các tay vợt Nhật Bản, trước khi vượt qua vòng loại giải đấu.

### 2014-nay: Khởi đầu sự nghiệp chuyên nghiệp
Ellis khởi đầu sự nghiệp chuyên nghiệp của mình tại Australia F7. Anh đã bị loại ở vòng một. Giữa năm 2015-17, Ellis đã hoàn thành ITF Men's Circuit khắp Úc, châu Á và châu Âu. Thành tích tốt nhất của anh là vào bán kết vào tháng 8 năm 2017 ở Thái Lan.
Vào tháng 10 năm 2017, Ellis giành được danh hiệu Challenger đầu tiên trước tay vợt người Úc Lucas Mielder tại giải Canberra International.

## Chung kết Grand Slam trẻ

### Đôi: 1 (1 danh hiệu)
| Kết quả | Năm  | Giải đấu   | Mặt sân | Đồng đội       | Đối thủ                 | Tỉ số             |
| ------- | ---- | ---------- | ------- | -------------- | ----------------------- | ----------------- |
| Vô địch | 2016 | Úc Mở rộng | Cứng    | Alex De Minaur | Lukáš Klein Patrik Rikl | 3–6, 7–5, [12–10] |